# C.M.B. 森羅博物館の事件目録
『C.M.B. 森羅博物館の事件目録』（シーエムビー しんらはくぶつかんのじけんもくろく）は、加藤元浩による日本の漫画作品。『月刊少年マガジン』（講談社）にて連載していた。

## 概要
『月刊少年マガジン』2005年10月号から2020年9月号まで連載された。『Q.E.D. 証明終了』の姉妹作品として、同一世界で展開されるミステリー漫画。人体発火や幽霊騒動などの怪奇現象や伝説などから起きる事件を、あらゆる研究や学術調査に関わる権限を強制できる「C.M.B.」の文字が記された3つの指輪を持つ博物館館長である主人公・榊森羅と、体力と正義感が強いのが特徴の女子高生・七瀬立樹が幾多の謎を解決していく作品。『Q.E.D.』の掲載誌である『月刊少年マガジン+（プラス）』 06号を初出に、森羅に盗難文化財絡みの事件を持ちこむブローカーの少女・マウ・スガールを主人公とした本作のスピンオフ『M.A.U. “ブラック・マーケットの魔女”の事件目録』も描かれており、その回も本作の一編として単行本に収録された。
事件のテーマには怪奇現象のほか、遺跡や文明、植物や化石、動物等の分野を取り入れた話が多いのが特徴で、『Q.E.D. 証明終了』と同様に「小さな（=殺人ではない）事件」も取り扱っている。そして、事件の始まりである怪奇現象を科学的に証明できるものとして扱っている。
作者である加藤元浩の公式ツイッターで、第45巻を持って最終回を迎えることが発表され、完結した。

## 登場人物

### 主要人物
榊 森羅（さかき しんら）
東京の某所にある、森羅博物館に一人で住む不思議な少年。
金髪、背が低く、無邪気な性格から、七瀬からは年下に見られていたが（実年齢は14歳）、ある事件を機に同じ高校に通うことになり、七瀬と同じクラスになった。大英博物館の三賢者に与えられた「智の守護者」の証である3つの指輪を所有している。
母・春菜も考古学者で、森羅を連れ世界中を飛び回っていた。父親は不明。母の死後、三賢者に引き取られ、某国の湖の湖畔の古城で3人が持つあらゆる知識を吸収していくが、「自分の知識を実際にこの目で見て見たい」と思い、単身日本へ。『Q.E.D. 証明終了』の主人公・燈馬想の母方の従弟である。
日常生活を営むための常識は欠けているが、雑学や博学知識にかけては天下一品。社会科は歴史以外まるでダメで、国語は高校生レベルだが、英語は完璧なイギリス英語を操り、英語以外にラテン語など5ヶ国語を扱える。数学、化学、物理の知識は大学レベルで、歴史、地学、生物に至ってはそれ以上の知識を持つ。その知識を用いて不可解な出来事から発生する事件を解決していく。だが、性格の無邪気さからか、殺人事件など人の命に関わっていることも、端から見ると真剣味にかけるような行動を取っている。その一方で、物語が進むにつれて立樹やマウの影響からか、かなりしたたかな一面も天然で見せるようになった。「カノポスの壺」では、母親の形見とも言える発掘品を壊した犯人が自殺しようとした際、「死んでみろ」と暴言を吐き、怯んだ隙に殴って止めたことがある。
上記のような知識と洞察力で事件の真相を暴いていくが、それを話す際は「入館料」などの条件や対価を事件関係者に求めるスタンスを取っている。「入館料」は金銭ではなく、事件に関するものなのだが、マウ相手の際など取り損なうこともあり、また状況や依頼人の心情によっては求めないこともある。なお、彼の条件を事件関係者が受諾した後、森羅が「“驚異の部屋（ヴァンダー・カンマー）”をご案内します」の口上を述べることがストーリーが解決編に入る合図となっている（これは姉妹作品である『Q.E.D. 証明終了』のスタイルを踏襲している）。　　
純粋な頭脳派かと思いきや、高い所に軽々登って見せたり、スコップ一つで崖下まで滑り降りていったりと、桁外れな運動神経を持つ。特にスノーボードを得意としており、その腕は、立樹と互角の勝負を見せ、命の危険を伴う「超上級コース」に躊躇無くチャレンジ出来るほど。
三つの指輪はチェーンで首にぶら下げている。そのチェーンは母親の形見で、指輪はどうでもいいらしい。
七瀬 立樹（ななせ たつき）
本作のもう一人の主人公。黒髪のストレート。正義感が強い元気いっぱいの女子高生で、合気道の達人。とある事件をきっかけに、森羅博物館に迷い込んだ。その後、怪奇事件があれば森羅に相談を持ち込むことになる。
自宅は「ななせ湯」という東京の下町にある銭湯で、父は下町っ子だが母はお嬢様と不思議な組み合わせ。祖父の言いつけでグループ傘下の、良家の子息・令嬢が通う名門校私立明友高校に通う。
勝ち気な性格で、厄介ごとは力でねじ伏せようと考えるタイプだが、名門校に通っている手前上、学校では周りの友人達に猫をかぶっている。学園の外では拳で物事を解決することがままあり、教員の間では、立樹が犯人だと知られていないため「我が校に正体不明の問題児がいる」と噂されていた。ただし、話数が増え、親しい友人が増えるに従って学校でも地の性格を見せるようになった。
森羅の子供っぽさをフォローする役回りになることもあり、彼女の説得によって「入館料」が無料となったこともしばしば。森羅博物館への人の集まりが悪いことを気にしていた森羅に、人を呼び込むアドバイスをする等、森羅に足りない一般常識や感情論を補う立場を担っている。
また、飛んできた野球ボールを片手で取ったり、棒一つで壁を登ったりするなど、大人も驚愕する程桁違いな運動神経を持つ（森羅と同様、スノーボードが特技として、超上級コースにためらうことなく挑戦できる）。

### 森羅・立樹を取り巻く人物
鯨崎 猛（くじらざき たけし）
警視庁の警部。「Op.03：青いビルの事件」により、森羅達と知り合うことになる。古ぼけたポンコツの車に乗り、服装は無頓着。見た目はたらこ唇の大男。
行動力があり、間の抜けた部下を一喝したり、森羅の言葉にも耳を傾けるなど柔軟性も持ち合わせる。生真面目な性格で、妻が産気づいた同僚に変わって50時間張り込みした末に、20km以上走って犯人を逮捕した後困ったお婆さんを助けたという逸話を持ち「警視庁一のマジメ人間」といわれている。一方で、壁にかけてある額が曲がっていることを指摘する等、小姑めいた細かさも散見される。
マウ・スガール
国籍不明、語学堪能な少女。その正体は、文化財の闇のブローカー。盗品を「善意の第三者」という立場を装って購入し、売り捌くことを生業としている。普段は黒を基調としたゴシック・ロリータ風の衣服に身を包んでいる。「Op.08：グーテンベルク聖書＜前編＞」から登場。
当初はグーテンベルク聖書の一部を鑑定してもらいたいと願う古美術商の娘として森羅に近づき、森羅を利用してグーテンベルク聖書を手に入れようとするが、その企みを森羅に見抜かれて以降は、自身のビジネスのために言葉巧みに森羅を事件に引き込んだりしている。森羅曰く「おそろしく頭のキレる奴」。また、転んでもタダでは起きない性格で、貸した借りは必ず返してもらうなど強欲である。裏の世界には顔が利くようで“闇市場（ブラックマーケット）の魔女”の異名を取り、「自分が目を光らせていれば森羅博物館に泥棒が入ることは無い」らしい。
彼女が”指環を狙う者がいる”という情報を森羅にもたらしたことにより、C.M.B終盤が始まる。森羅博物館が燃える中ヘリで援護し、展示品の一部も預かった。
名前の由来は女版ネズミ小僧ということで、ネズミ娘→マウスガール→マウ・スガール。
清川（きよかわ）
立樹の母方の祖父。私立明友高校の理事長で、幼稚園から大学までエスカレーター式の教育機関を経営している学園経営者。強い好奇心の持ち主で、その好奇心を満たすためなら海外にも飛び出してしまう。その際、森羅を連れていくことが多い。
登場初期は苗字は明らかにされていなかったが、「Op.27：初釜事件」で中学以来の友人から呼称されたことにより明らかになった。
横槍（よこやり）
立樹と森羅の高校のクラスメート。率先してイベントを企画したり都市伝説や呪いのメールに首を突っ込んだりするトラブルメーカー。クラスでは「他人の顔色を顧みない姿勢が奴の強さ」と評される。
彼のイベントや行動に巻き込まれて立樹と森羅が事件に立ち向かう羽目に陥ることも多々ある。よく水差（みずさし、「Op32：夏草」にて名前判明）と行動を共にしている。
ヒヒ丸
「Op.30：老婆と猿」から登場するマントヒヒ。前の飼い主が事件に巻き込まれて死亡し、その事件を森羅が解決したのが縁となって森羅に引き取られ、ペットとして飼われることになった。猿でありながら口語の日本語を難なく解し、ボディーランゲージで意思疎通を行えるほど知能が高い。そのため普段は森羅博物館の雑用や客対応などをしており、ペットというよりも使用人のような立場となっている。

### 森羅の両親
三賢者
C.M.B.の3つの指輪の一つを受け継いでいた者達で森羅の3人の義父達。
レイ・ブラック
「Op.29：封泥」にて初登場。快活で豪快な性格で、（森羅の自覚は薄いものの）昔から森羅を危険なことに巻き込んでいたため、母・春菜は「レイとは付き合うな」と森羅に注意しており、立樹にも危険視されるようになる。立樹には森羅を一人にさせている放任主義的傾向に反感を抱かれているが、自らの意思で自分達『三賢者』の元を去った森羅の意思を尊重し、森羅を一人の信頼できる人間として扱っている。
スタン・ベルヌーイ
「Op.41：スタン」にて初登場。一見するとメガネをかけた穏やかな常識人だが、「虚仮の一念、岩をも通す」を地でいくとてつもなく頑なな意思の持ち主で、目的を果たすためならどんな障害があろうとも、絶対に自分から身を引かない粘り強い性格。その姿勢は、健康や安全をも省みないほどで、周囲を辟易させている。自身は森羅を親元に引き留めたいと考えているが、亡き春菜がそれを望んでいないと考え、そのことに関しては例外的に身を引いている。
モーリス・ランド
「Op.60：犀の図」にて初登場。オランダの国立博物学研究所の所長。直感型の天才であり、必要以上に必要なことしか喋らず、そうでないことは全く口に出さないスタンスの持ち主。他者との会話も最低限の言葉でしか交わさず、時に理由も言わずに行動を起こすため、かえって言葉足らずで誤解を受けることがままある。だが、そうした言動にも彼なりの真意があるため、決して意味のない行動を取っているわけではない。
榊 春菜（さかき はるな）
森羅の母。森羅が幼い頃に病没し、既に故人。当時、三賢者であったレイ、スタン、モーリスの三人が愛した女性。考古学者であった以外で人となりを知るシーンは少ないが、生前、川に森羅とレイと共に川に遊びに来ていた時、森羅を危険な目に合わせたレイに対して、レイの顔面に真空飛び膝蹴りを直撃させた。

### Q.E.D.の登場人物
燈馬 想（とうま そう）
森羅の母方の従兄。森羅からは「想兄ちゃん」と呼ばれ、慕われている。その経歴（MIT卒後、日本の普通高校に再編入した）から森羅をして「変わった人」と言わしめ、立樹からは「こいつ（森羅）の一族はこんなんばっかりか」と呆れられた。森羅の過去ひいては森羅の本当の父親の情報を知る重要人物として立樹に注目されている。
Op.27では水原とともに「森羅博物館」へ来る（森羅は七瀬の祖父の家へ行っていたため「本日休館日」の看板があった）描写がある。
水原可奈（みずはら かな）
想の友人。体を使うことならば何でもござれの「人五倍」元気の有り余る健康優良女子高生。出会ってすぐに立樹と意気投合し「お互い大変よね」と慰め合った。
Op.10では、エジプトで立樹と2人で盗賊団を片っ端から夜空の星とし、砂漠の砂に這わせている。

### 捕まえたもん勝ち！ の登場人物
七夕菊乃（たなばた きくの）
警視庁捜査一課の警部補。元アイドルで、その時代運営委員会に騙されていたことをきっかけの一つに国立大学法学部を経て国家公務員試験に合格。警視庁に配属された新人。
経歴を見ればエリート官僚だが、警察学校でアイドル時代のダンス経験をいかして逮捕術の授業の際、教官を蹴り倒したことから警視庁や霞が関で名が知られることになった。更に名前の菊乃からのもじりもあって「キック」のあだ名が付けられた。
元々は小説「捕まえたもん勝ち！ 」シリーズの人物。Q.E.D.にもiffから登場している。

## 用語
3つの指輪
大英博物館がその収蔵品の収集や調査のために選抜した優秀な調査官兼学者である、知の守護者『三賢者』の証。それぞれの指輪に「C」「M」「B」の文字が記されている。これは初代『三賢者』が時の英国女王であるシャーロットより下賜されたもの。指輪の継承者はそれぞれの『三賢者』が自らの一番（優秀な）弟子と認めた人物に代々、受け継がれていく。
史実上における当時の英国王はジョージ3世であり、シャーロットはその妃であるため、史実に当てはめるなら正確には「王妃」より下賜された指輪である。しかし、作品発表時、イギリス国王はエリザベス2世のような「女王」の印象が強いものであったため、物語内でもそのように創作されたものと思われる。
この指輪を1つでも持つ者は、世界のあらゆる文献・学術資料・学術作品を閲覧収集でき、自らの調査・研究のために世界中のあらゆる学術機関よりの協力を強制できる権力を持つ。また、そのためにかかる費用も大英博物館より無尽蔵に引き出すことが可能となる。そのため、この指輪の権力を欲するものは後を絶たず、一方で指輪の所持者には世界中からあらゆる信頼を得ることもできる。
現在の継承者は榊森羅。3つの指輪の全てを先代の『三賢者』のそれぞれから譲り受けた。森羅は同時にそれぞれの先代三賢者であるスタン博士、レイ博士、モーリス博士の同時養子で一番弟子。立樹の心象ではあるが、先代三賢者は自らの持つ指輪の権力の強力さを怖れ森羅に譲ることでこれを封印する意図があったのではないかとされる。
指輪は森羅の手にあったが終盤、指輪の力を狙う者たちにより英国博物館で森羅が指環を持つべきなのかということが議題に上がり、さらにはそれ関連で連続殺人事件も起きてしまう。そして事件が無事に解決した後で三つの指輪は森羅の手によって海に捨てられた。
C.M.B.
3つの指輪にそれぞれ刻まれた文字。東方の三博士の伝承に由来。それぞれが三博士の一人である「カスパール（Casper ）」「メルキオール（Melchior ）」「バルタザール（Balthasar ）」の頭文字に対応している。
また、この3文字は祈言の略文として用いられる「Christus Mansionem Benedicat （主よ、我が家に祝福を ）」のさらなる省略の意味もあり、いわゆるダブルミーニングを意図した3文字である。
これらのことから時に3つの指輪をその身に揃えた者はイエス・キリストになぞらえられて「神の子」とすら呼ばれることもある。
森羅博物館
森羅が館長をしている不思議な博物館。東京某所の小さな林の中にあり、森羅の自宅でもある。
ずっと空き家であったため、周りにビルが建ち、入り口が塞がれてしまった。そのためタダ同然に不動産屋から買い取ったらしい。出入りは、ベランダだった場所から枯れ木をよじ登ることのみ。
展示されているものは、アンティークから鉱物、化石、動植物の標本など、ガラクタと思わしきものまで様々。本物かどうか疑わしきものまであるが、森羅の真贋の判断は正確なようで、偽物と分かっていても気にせず展示している場合がある。一方で確たる本物でも上記のような立地に加え、運営者である森羅の性格故にその真贋を疑われることも多い。そのため、本物である場合は学術的な来歴とともに森羅の義父たちの署名が記された書類がファイリング保管されている。
終盤、指輪を狙う者の手により焼失するが、中のものは一部はどうにか避難させることが出来た。跡地はマンションになっている。
私立 明友高等学校
森羅や立樹が通っている高校で、立樹の祖父・清川が理事長をしている。いわゆる世間一般で言うところの「名門校」であり、様々な分野での優秀な人材や良家の子息・令嬢が通っているとされてはいるが門戸は案外広いらしく、回を重ねるにつれ作中では普通の公立高校と大差無いような描写も見せている。

## 各話タイトル

### 1 - 10巻
| 話    | タイトル             | 掲載                       | 収録 | あらすじ |
| ----- | -------------------- | -------------------------- | ---- | --- |
| Op.01 | 擬態                 | 2005年10月号               | 1巻  | 立樹の通う高校で人体発火事件が発生し、友人の兄に嫌疑がかけられる。調査を開始した立樹は怪しい少年、榊森羅に出会う。 |
| Op.02 | 幽霊博物館           | 2005年11月号               | 1巻  | 合気道場の先輩から幽霊が出る博物館の相談を受けた立樹は、再び森羅を頼る。 |
| Op.03 | 青いビル             | 2005年12月号 2006年1月号   | 2巻  | 森羅が立樹在籍の高校に編入。その頃、マンションで傷害事件が発生。存在しない「青いビル」の存在を指摘する匿名の情報提供者の正体を探るため鯨崎警部が立樹達の高校にやって来る。 |
| Op.04 | 呪いの面             | 2006年2月号 2006年3月号    | 2巻  | 鯨崎警部から紹介された民俗学者が森羅博物館に来た。関わった者は呪われ死ぬと噂の能面に秘められた呪いとは? |
| Op.05 | 失われたレリーフ     | 2006年4月号 2006年5月号    | 3巻  | 大英博物館から主任研究員ショー・ベントレーがやって来る。目的は森羅の持つ「3つの指輪」の没収。彼が森羅に持ちかけた指輪を賭けた勝負とは? |
| Op.06 | 都市伝説             | 2006年6月号 2006年7月号    | 3巻  | 森羅と立樹の通う高校に怪しげな都市伝説が流れ始める。そこに意図的な何かを感じた森羅は立樹に忠告。立樹たちは都市伝説の出所の調査を開始する。 |
| Op.07 | ユダヤの財宝         | 2006年8月号 〜2006年11月号 | 4巻  | ある日立樹の元に森羅が外務省の人間を連れてやって来た。国家絡みの事件に森羅をバチカンに連れていかねばならず、それに立樹も同行して欲しいというのだ。説得され2人はバチカンへ向かう。そこで彼らを待っていた事件とは? |
| Op.08 | グーテンベルク聖書   | 2006年12月号 2007年1月号   | 5巻  | 森羅博物館に、グーテンベルク聖書の一部を携えた少女マウが、真偽の鑑定を依頼にやってくる。森羅は依頼を断るが、数日後、今度はICPOの刑事を名乗る者達が博物館にやってくる。彼等は文化財の盗品を扱う闇のブローカーを追っているという。見せられたブローカーの写真は、立樹がマウの周囲で見掛けた人相の悪い男だった。マウの身が危ない? |
| Op.09 | 森の精霊             | 2007年2月号 2007年3月号    | 5巻  | マウが再び森羅のもとを訪れる。森羅の知人でボルネオの薬剤師サダマンが行方不明となったため、その捜索に協力して欲しいと頼まれる。ボルネオの自然や稀少動物に興味津々の森羅は快諾し、2人でボルネオに飛ぶこととなる。 |
| Op.10 | カノポスの壺         | 2007年4月号 〜2007年7月号  | 6巻  | エジプト・カイロの考古学博物館で、殺人事件が発生。被害者は銃殺された後、臓器を奪われていた。母親との想い出の品も壊され怒り悲しむ森羅が、この猟奇殺人犯を捕まえようと動く。「Q.E.D.」とのコラボ作。 |
| Op.11 | 飛蝗                 | 2007年8月号                | 7巻  | 林道を作るかどうかで荒れるある村に蝗害が発生。森羅はその村の少年に「農薬が撒かれると、林で見たキレイな鳥が死んでしまう」と言われる。ヤイロチョウとにらんだ森羅はその村へ行くことになる。 |
| Op.12 | 鉄の扉               | 2007年9月号                | 7巻  | 300kg近くの鉄の扉のある防空壕に閉じ込められ、衰弱死した男。1人では不可能と思える殺人はどのようにして行われたのか。 |
| Op.13 | イン・ザ・市民プール | 2007年10月号               | 7巻  | 立樹のとっておきの場所である市民プールで、森羅達に小さな問題が起こる。安息の場である市民プールを静かにしたい立樹は森羅に解決を依頼する。 |
| Op.14 | ザ・ターク           | 2007年11月号               | 7巻  | 外食チェーン会長のコレクションを見に来た森羅と立樹。そこで「The Turk」というチェスを指すからくり人形が復活した。森羅が「The Turk」と対局をしている最中、盗難事件が発生する。脱出も侵入も出来ない状況下で、誰が盗んだのか。 |
| Op.15 | 1億3千万人の被害者   | 2007年12月号               | 8巻  | 警視庁一の真面目人間と謳われる鯨崎警部の元に「日本の1億3000万人が被害者となる」という復讐を予告する手紙が届く。差出人は過去の冤罪事件の被害者らしく、警部が張り込みをするが…。 |
| Op.16 | メテオライト         | 2008年1月号                | 8巻  | カザフスタンにあるロシアのバイコヌール宇宙基地で隕石が落ちたクレーターが見つかる。隕石の所有権を巡って対立する両国が裁定を森羅に委託する。地元の少年によると3日前に落ちたらしいが、不思議なことにその破片が1つも見つからない！？                                                                                              |
| Op.17 | 櫛野村奇譚           | 2008年2月号                | 8巻  | 櫛野（くしの）村へスキー旅行にやって来た森羅と立樹たちは、超上級者コースに挑み、視界を見失い遭難寸前になる。偶然見つけた山小屋へ入った2人は、どうやら「櫛野村」と名付けられる前の過去へタイムスリップしてしまう。 |
| Op.18 | 牡山羊の像           | 2008年3月号                | 8巻  | 博物館の模様替えのため運送業者に仕事を依頼した森羅。最近仕事が減り困っていた当の業者は、森羅が持っている「牡山羊の像」を盗むのを協力してほしいと頼まれ、大金を積まれ、承諾してしまう。 |
| Op.19 | 太陽とフォークロア   | 2008年4月号 2008年5月号    | 9巻  | かつてインカ帝国の都として栄えたクスコ。観光名所の太陽の神殿の地下道で金塊を手にした一人の地元少年が発見される。キープを手がかりに大学教授と共に地下道へ入った2人だが、途中ではぐれてしまったという。黄金郷の存在を彷彿とさせるこの事態に、世界中が騒然となる。マウに誘われ、森羅と立樹も当地を訪れる。                       |
| Op.20 | メタモルフォーゼ     | 2008年6月号                | 9巻  | 立樹の高校の図書館に飾られていた1枚の絵画。それは17世紀の女流画家で昆虫学者だったマリア・シビラ・メーリアンが描いたものだった。理事長の意向で絵はそのまま飾られることになったが、後日何者かに盗まれてしまう。 |
| Op.21 | 死滅回遊             | 2008年7月号                | 9巻  | 海中の生物写真を撮りに沖縄を訪れた森羅と立樹。ダイビングインストラクターの夫婦が夫が前妻の遺品を隠していたことが原因で喧嘩中らしい。前妻は死滅回遊に飲まれ、亡くなったが、夫に殺されたという噂も立っている。 |
| Op.22 | その差6千万年        | 2008年8月号                | 10巻 | モンゴルのゴビ砂漠で、恐竜と人間の化石が同じ地層で発見される。約6500万年前に滅んだ恐竜と約500万年前に現れた人間、古生物学者の兄妹に依頼され、森羅が6000万年の差の謎を解き明かす。 |
| Op.23 | 釘                   | 2008年9月号                | 10巻 | 森羅と立樹のクラスメイト・横槍に不幸のメールが届く。杉の木に打ち付けられた藁人形には半年前のひき逃げ事故の被害者の名前が書かれていたが、事故の加害者は、被害者が誰かに突き飛ばされていた、と無実を主張している。 |
| Op.24 | 地球最後の夏休み     | 2008年10月号               | 10巻 | 夏休み最後の日、海に遊びに来た森羅たち。海の家の女主人から近くの洞窟に伝わる怪談を聞き、皆で入ってみると、彼女の言うとおり甲高い笑い声が響き……。 |
| Op.25 | ヒドラウリス         | 2008年11月号               | 10巻 | イタリアの山間部にある音楽堂を訪れた森羅と立樹。マウの依頼で、パイプオルガンの原型になったと言う「ヒドラウリス」というオルガンを調べることになるが、地元の人々の間では、弾いた人が次々と倒れる「呪いのオルガン」として有名なものだった。                                                                                      |

### 11巻 - 20巻
| 話    | タイトル           | 掲載                      | 収録 | あらすじ |
| ----- | ------------------ | ------------------------- | ---- | --- |
| Op.26 | ファイストスの円盤 | 2008年12月号 2009年1月号  | 11巻 | マウのコレクションを見にギリシャの店にやって来た森羅と立樹。その店の商品の中にはギリシャ文明の伝説の遺物『ファイストスの円盤』の印章があった。その買い手である、世界一の海運王の弟とクルーザーで商談をしていたところ、海運王の妻が突如ボートで義弟を訪ねて乗り込んできた。少しすると2発の銃声が響き渡り、駆けつけると海運王の妻が銃で撃たれ死亡していた。 |
| Op.27 | 初釜事件           | 2009年2月号               | 11巻 | 中学時代の仲間達との初釜（年始の茶会）に森羅を連れて行き、自慢好きである会の亭主の鼻を明かしてやろうと画策する立樹の祖父。だが茶会終了後、亭主が自慢していた300万円の黒楽茶碗が床の間に飾ってあった独楽にすり替わっていた…。 |
| Op.28 | 丸〆猫             | 2009年3月号               | 11巻 | 妻を亡くして以来塞ぎ込んでいた男性の周りでおかしなことが頻発する。妻との大事な思い出である丸〆猫（招き猫）の置物が、妻が自分をあの世に招いているように思えて仕方ない。森羅はその猫をくれたら事件の謎を教えてあげると言う。 |
| Op.29 | 封泥               | 2009年4月号               | 12巻 | ルーブル美術館に保管されていた、古代バビロニアで交易に使われていた壺に入っていた行政文書の粘土板が無くなった。壺の蓋には粘土で封がされてあったが、その封印が壊されていないにも係わらず粘土板が取り出されていた。その謎を解明する為にフランスに呼ばれる森羅。森羅を呼んだのは彼の3人の養父の一人、レイ博士だった。 |
| Op.30 | 老婆と猿           | 2009年5月号               | 12巻 | 立樹の祖父の友人の屋敷の蔵の整理を頼まれた森羅と立樹。その翌日、屋敷の主である老婦人が鍵の掛かった寝室で死亡していた。鍵を開けて入室した時に中に居たのは、老婦人のペットのマントヒヒ1匹だけだった。 |
| Op.31 | 張（チャン）の幽霊 | 2009年6月号 2009年7月号   | 12巻 | とある香港の占い師が占いに使う羅盤が欲しい森羅は、自分に売ってくれるよう店主と交渉する。その時、刑事をしている占い師の甥が、人気女優の張債蓮（チャン・シンリン）を店に連れて来る。チャンは3か月前から男の幽霊が見えるようになり困っていると言うのだが…。 |
| Op.32 | 夏草               | 2009年8月号               | 13巻 | 下校途中に誰も使っていない草花だらけの旗竿地を見つけた森羅達。その空き地には持ち主の男性がいたのだが、3か月前に亡くなってしまっていた。男性はいったい空き地で何をしていたのか? |
| Op.33 | 霧の山荘           | 2009年9月号               | 13巻 | 林間学校で山道を歩いていた森羅達は、突如霧が深くなり遭難してしまう。霧の中に劇団の役者達が集う山荘を見つけ避難させて貰うことにするが、1時間後、日頃から横暴だった1人の劇団員が死体となって発見される。 |
| Op.34 | アサド             | 2009年10月号              | 13巻 | 学園祭の出し物を何にするかで話し合い、森羅の提案で「アサド」という料理を販売する事になった2年A組。学園祭の前日に料理を実際に作っている最中、すぐ近くの別のクラスでは1人の男子生徒が準備作業を全部押し付けられていた。 |
| Op.35 | オルゴール         | 2009年11月号              | 13巻 | 昔のディスクタイプの大型オルゴールをマウが森羅博物館に持ってきた。なんでも、曰く付きの謎のオルゴールなのだと言う。その“謎”を解明しようとする森羅だが…。 |
| Op.36 | ワールド・エンド   | 2009年12月号 2010年1月号  | 14巻 | これまで世界で8頭しか発見されていない幻の蝶、ポンテンモンキチョウの9頭目を探しにアルゼンチンはブエノスアイレスまでやってきた森羅達。しかし、1976年のアルゼンチンで起きた「汚い戦争」に関わる事件に巻き込まれてしまう。 |
| Op.37 | すごろく           | 2010年2月号               | 14巻 | 正月に、老婦人一人で営んでいる小さなおもちゃ屋に立ち寄った森羅と立樹。その老婦人は2人の友人との間に今までの友人関係が壊れてしまうほどのトラブルを抱えており、性格上放っておけない立樹は、老婦人達の関係を修復させようとする。 |
| Op.38 | 花屋の娘           | 2010年3月号               | 14巻 | とある花屋の看板娘が何者かに殺害された。司法試験合格を目指し、親元を離れて独り暮らししている浪人生が、その事件の犯人らしき人物を目撃していたのだが…。 |
| Op.39 | アリアドネの糸     | 2010年4月号               | 15巻 | 突如動き出して暴れ回るという、曰く付きのミノタウロスの木像が調査の為に森羅の元へ持ち込まれた。森羅は木像に秘められた謎を解明できるのか? |
| Op.40 | 魚釣り             | 2010年5月号               | 15巻 | 埠頭に魚釣りにきた森羅達。だがそこは偶然にも麻薬取引の現場でもあり、大勢の警官が張り込んでいた。売人は捕まえたが、いくら探しても麻薬は見つからない。一体埠頭のどこに隠されたのか? |
| Op.41 | スタン             | 2010年6月号               | 15巻 | カンボジアにあった女神像が盗まれて日本に運ばれていた。女神像を取り戻す為、森羅の2人目の養父・スタン博士が来日。一見すると至って常識人なスタン博士だが…。 |
| Op.42 | キルト             | 2010年7月号               | 15巻 | 高齢で体調が悪い老婦人が来日してきた。老婦人は大英博物館の理事の一人であり、森羅にとあるキルトの模様に込められたメッセージを解読してもらうように依頼をしてきた。刻一刻と容態が悪化していく老婦人。森羅は時間までにキルトの謎を解明できるのか? |
| Op.43 | ナスカの地上絵     | 2010年8月号               | 16巻 | ナスカの地上絵の研究をしているスペイン人学者に呼び出されてペルーにやって来た森羅と立樹。しかし、その学者は森羅と会う前に死体となって発見される。死因は墜落死。だが、死体があったのは何処にも高所など見当たらない場所だった。 |
| Op.44 | レヤック           | 2010年9月号               | 16巻 | 立樹の祖父の友人を訪ねにバリ島にやって来た森羅達。世界有数の観光地なので街はある程度近代化されているように見えるバリ島だが、住民の間では非科学的な迷信がまだまだ残っていて…。 |
| Op.45 | 学校の七不思議     | 2010年10月号              | 16巻 | 体育祭の入場ゲートを作る為に日曜日に学校へ来て作業をしていた森羅達。作業中に明友高校版の「七不思議」を作って聞かせる横槍だが、その怪談は全く怖くなかった。作業に必要な買い物から帰ってきた森羅と立樹だが、教室からは他の皆が忽然と姿を消していて…。 |
| Op.46 | クファンジャル     | 2010年11月号              | 16巻 | クファンジャルという短剣の真贋の鑑定を警察から依頼された森羅。その剣は盗難品で、盗んだ犯人は逮捕されたが「マウに命令されたから盗んだ」と嘘の供述をしている為、剣が本物だと鑑定されればマウは逮捕される。当然、マウは森羅に何とかするようにせがむが…。 |
| Op.47 | プリニウスの博物誌 | 2011年1月号               | 17巻 | プリニウスの博物誌と引き換えに、一人のフリージャーナリストから冷戦時代の東ドイツで家族と共にベルリンの壁を越えようとした少年が警備兵に射殺された事件の調査を依頼された森羅と立樹。事件を調べるうちに、少年とその家族を手引きした工作員が少年の家族が持つプリニウスの博物誌を手にするため、少年を見捨てた疑惑が集中するが…。 |
| Op.48 | 隠れ里             | 2011年2月号               | 17巻 | 自分で採った七草で七草粥を作るため、隠れ里の伝説が残る土地の畑にやって来た森羅達。残りの七草を畑の持ち主から譲り受けようと山頂にある豪邸まで足を運ぶが、隠れ里さながらに元いた場所に戻れなくなってしまう。 |
| Op.49 | モザイク           | 2011年3月号               | 17巻 | 世界的な建築家の自宅にあるモザイクのデザインを施した壁に先輩の建築家が埋められていると騒ぎ立てる男が現れる。男は自分の主張に確信を持つが、確固たる証拠が無い限り壁を壊すことは出来ない。一連の出来事が気に掛かる鯨崎警部は森羅に助力を求める。合法的に壁を壊す方法はあるのか? |
| Op.50 | 幻の車             | 2011年4月号               | 17巻 | 車やバイクの部品交換会にやって来た森羅と立樹。そこで知人の整備士からルネ・ラリック作のカーマスコットを譲ってもらう条件に、大手外食チェーンの会長から引き取った第二次世界大戦前に製造された幻の車「つくば号」のハンドルを見つけて欲しいと頼まれる。手掛かりを探るため元々の持ち主である会長の友人だった今は亡き男の詳細を知るが、その男は成功と家族に見放された転落の人生を送っていた…。                                                                                    |
| Op.51 | 龍鳳               | 2011年5月号 2011年6月号   | 18巻 | 森羅と立樹が黒社会を抱える不動産王の女会長・周佳玲（シュウ・ガイリン）に招かれた香港スタジアムで、敵対組織の会長が殺害される事件が発生。会長は死に際に「周のところの双子は瓜二つだ」と部下に忠告するが、周の子供である双子の兄妹・文龍（マンルン）と文鳳（マンフォン）は二卵性双生児で似ているとは言い難かった。それから組織間の抗争が発生し、森羅と立樹もこの問題に関わる事に。                                                                                           |
| Op.52 | 『A列車で行こう』  | 2011年7月号               | 18巻 | 明友高校への転校初日に田岸というクラスメイトに目をつけられた高校生・堺。さらに自分の席に違和感を覚えた堺は以前自分の席に座っていた人物について知ろうとするが、田岸の妨害に遭った上に、ある三叉路での交通事故に田岸が居合わせた夢まで見る。堺の前に座っていた人物と田岸にまつわる真実とは？ |
| Op.53 | ガラスの博物館     | 2011年8月号               | 18巻 | 知り合いの銀行員から、趣味でガラス工芸品を買い漁る顧客の妻が開いたガラス博物館の成功の是非を意見するため、立樹とその博物館を訪れた森羅。そんな中、ガラス博物館の目玉であるティファニーが製作したグラスが森羅達全員がお茶の席にいる間に割れてしまう事件が起きる。 |
| Op.54 | 銀座夢幻亭の主人   | 2011年9月号               | 19巻 | 有害な本の描写を規制する法案を通そうとする政治家から、昭和30年代の銀座で栄えていたキャバレー「夢幻亭」主人・涼を模した人形と引き換えに、涼が生前愛した人は誰だったのか調べてほしいと依頼された森羅と立樹。男でありながら女性と違わぬ美貌で上客を虜にし、自らも全ての客を愛した涼。涼が「夢幻亭」で魅せた謎を森羅は紐解いていく。 |
| Op.55 | 夜のダンス         | 2011年10月号              | 19巻 | 学園祭の準備で賑わう中、プロのダンサーになる夢と現実の進路で悩む明友高校3年の女子生徒・流可は練習で使用しているビルの窓の前で、男がビルの中で160万円を盗んで逃げていく場面を目撃する。しかしビル内にいた警備員とその会社の外注スタッフはビルの中には誰もいないと証言し、防犯カメラもその証言を裏付けていたことから証言が食い違ってしまう。 |
| Op.56 | 大統領逮捕事件     | 2011年11月号 2011年12月号 | 19巻 | バルキア共和国で大量虐殺を主導した大統領・スワミがベルギーで逮捕された。しかし、バルキアの現大統領が逮捕は違法と主張してスワミの身柄の引き渡しを要求、問題の解決は国際司法裁判所の裁判に委ねられた。スワミがバルキアに戻ることで再び悲劇が繰り返されてしまうことを止めるため森羅はベルギー側の補佐となるが、バルキア側の補佐として立ちはだかったのは燈馬想だった。『Q.E.D』とのコラボ作第2弾。                                                                             |
| Op.57 | 12月27日           | 2012年1月号               | 20巻 | 12月27日、横槍の発案により森羅の博物館で仮装クリスマスパーティーが催された。そんな中、参加者の一人である八合目がプレゼントに持ってきたフズリナの化石が紛失する事態が発生。その化石には、意中の相手に何度もラブレターを渡してもフラれていることを自覚しない八合目が、その相手にプロポーズするために用意したという事情が絡んでいて…。 |
| Op.58 | 転落               | 2012年2月号               | 20巻 | 携帯コンテンツ会社社長・江頭は粉飾決算を続けている会社の赤字を計上しようとした経理を会社の新年会で使用した旅館で殺害した。江頭は3D映写機を使って経理があたかも温泉に入り続けているように見せ、のぼせて階段から転落したかのように偽装したが、奇しくも同じ旅館に泊まっていた森羅と立樹は事件の矛盾点を追及する。 |
| Op.59 | 木片               | 2012年3月号               | 20巻 | 森羅博物館に女子高生・木野藍理が幽霊を呼び寄せる木切れを持ってやって来た。藍理は木切れが寺に奉納された理由が分かれば祖父が長年抱えていた謎が解け、答えを見つければ宝物をやるという言葉を受けて森羅は木切れが奉納された寺に足を運び仏の番をするが、突如藍理により江戸時代の長屋に誘われてしまう。そこで森羅は「木の中にいる仏」を掘り出す木片、腕は天下一だが自身が与えた極上の木材で理想の仏像を彫らせた弟子が二度と仏像を彫れなくなるという龍慶の二人の仏師の存在を知る。 |
| Op.60 | 犀の図             | 2012年4月号               | 20巻 | 国立博物学研究所の所長を務める森羅の3人目の義父・モーリスが拘置所に入れられた。モーリスは森羅を呼び出しながら何も語ろうとしないため、彼の部下から話を聞くと研究所で保管されたデューラーの犀の版画が書類棚に入れて鍵を掛けたにも関わらずに何者かに盗まれていたことが判明する。必要以上に何も語ろうとしないモーリスの真意とは? |

### 21巻 - 30巻
| 話    | タイトル                                                                                               | 掲載                       | 収録 | あらすじ |
| ----- | --- | -------------------------- | ---- | --- |
| Op.61 | 冬木さんの1日                                                                                          | 2012年5月号                | 21巻 | ななせ湯の客だった男性の冬木が心臓発作で亡くなった。立樹は冬木の娘の亜季から、生前の冬木が自分の住むアメリカに来るのを断り、自宅に留まり続ける秘密がななせ湯にあると語っていたと聞き、銭湯の客達と共にその秘密を見つけようと冬木の一日の再現を試みるが、冬木が決まった習慣を過ごしていたことしか判らなかった。森羅に「生物の観察がなってない」と指摘され、立樹の「“驚異の部屋（ヴァンダー・カンマー）”をご案内します」の口上を境に冬木の真意が明らかになる。                                                                             |
| Op.62 | 湖底                                                                                                   | 2012年6月号                | 21巻 | 滋賀県の企業グループの一族・葦原家で、硬玉の勾玉と引き換えに、次女・藍の結婚に伴う財産目録の作成をすることになった森羅と立樹。だが、藍の恋人で琵琶湖の水中遺跡を調査していた考古学者が1年前に調査中に船が転覆し溺死しており、当時、藍は交際に反対していた家族、特に姉の咲が恋人を殺したと訴えていた。家族達には藍と一緒に東京にいたアリバイがある中、藍の胸中を悟った森羅は溺死事件の真相を探っていく。 |
| Op.63 | エルフの扉                                                                                             | 2012年7月号                | 21巻 | マウが東京で開店したアンティークショップに招かれた森羅と立樹。マウから『ギルガメシュ叙事詩』に登場するフンババの像の真贋の見極めを頼まれた森羅は、マウの悪行に手を貸すことを拒み断るが、マウが大掛かりな取引を控えていると直感した森羅は立樹と共にその現場を押さえようとマウを追跡する。マウの幼少期に触れられたエピソード。 |
| Op.64 | バレッタの燭台                                                                                         | 2012年8月号                | 21巻 | マルタ島のある地区で老人が傷害事件を起こした。しかし老人は自分の土地は聖ヨハネ騎士団の領地でマルタ共和国の法律で裁く権利はないと主張、さらに自分が死んだら土地と共に騎士団長バレッタの燭台を返すと言い出したため、マルタの歴史と関わりのある4つの国が燭台を受け取る権利を主張する事態に発展した。この問題の調整役となった森羅は老人や国の間に遺憾を残さぬような裁定を下すが…。 |
| Op.65 | 夏期補講授業                                                                                           | 2012年9月号                | 22巻 | 補講授業後、それぞれの部活動に勤しんでいた生徒達。電気工作研究会（略称）が実験を終え、日陰に停めておいたはずのソーラーカーが昼休みの間に損傷していた。ソーラーカーを壊したのは一体誰なのか、森羅が協力を求められる。 |
| Op.66 | ガラスの楽園                                                                                           | 2012年10月号 2012年11月号  | 22巻 | ガラパゴス諸島で密漁者を追っていた研究者のアイリスとその部下が、島内で気絶している地元漁師を発見する。漁師はアイリスに突き落とされたと主張するが、彼女と行動を共にしていた部下がその無実を証明する。時はさかのぼり1834年、ダーウィンが調査で別の島に出かけている間に、自分を慕ってくれていた若者がピューマに襲われて死んだと聞かされる。彼がいつも身に付けていたロザリオが残されていたことから、ダーウィンは彼が殺されたのだと確信する。                                                                                                 |
| Op.67 | 螺旋の骨董品店                                                                                         | 2012年12月号               | 22巻 | 偽物ばかりが並ぶ、螺旋状の造りの奇妙な骨董品店の店主が殺され、現場にいた若者が逮捕される。だが、死亡推定時刻とのずれなど矛盾が指摘され、レジの後ろに飾ってあった店内で唯一の本物の品であるアンモナイトの化石と引き換えに、森羅が解決を約束する。 |
| Op.68 | 4枚目の鏝絵                                                                                            | 2013年1月号                | 23巻 | 倒産する美術専門出版社社長が、美人画を得意とした明治時代の左官職人・杏次郎の作品をまとめた本を発表したいと大手出版社に企画を売り込むが、発表の条件は杏次郎の最高傑作と名高い「4枚目の鏝絵」を掲載する事だった。知り合いの社長から「4枚目の鏝絵」を探すように頼まれた森羅だが、その絵は焼失したと伝えられている上に、調べた者は事故や怪我に見舞われるという曰くつきの噂もあり…。 |
| Op.69 | 足摺厚焼き卵店                                                                                         | 2013年2月号                | 23巻 | ななせ湯で正月の準備に勤しむ中、年末特製の厚焼き卵を買いに総菜屋「足摺厚焼卵店」に寄った森羅と立樹。だが開店前から待っていた他の客達とひょんなことから店内の家の中に入ると、店主夫妻は不在の上に室内は荒れ、しかもメモの透かしには「たすけて」！？ |
| Op.70 | Nobady                                                                                                 | 2013年3月号                | 23巻 | 国際的に指名手配されていた密売組織の構成員が鯨崎警部以下警視庁に逮捕された。組織の裏切者の死体が東京湾に沈められるとタレコミがあり、その現場を抑えたことで検挙したのだが、肝心の死体はどこからも発見されなかった。確実に殺人の痕跡はあるが、逮捕された3人の容疑者達の証言が食い違い、殺人の立件も出来ず組織への追及も暗礁に乗り上げそうになる中、森羅は押収されたジャワサイの角を博物館で引き取ることを条件に死体無き殺人の謎を解く。 |
| Op.71 | グラウンド                                                                                             | 2013年4月号                | 23巻 | ある時、森羅達が登校するとグラウンド一面が水浸しになっていた。全ては練習が困難な環境を克服し他校の模範として推薦される「21世紀枠」での春の甲子園出場を狙う監督の意向に従わざるを得なかった野球部員達がしたことで、その部員達もまた「21世紀枠」獲得のために監督から「自主的に」辞めさせられてしまった。経緯を知った森羅達は監督に責任逃れをさせることなく部員達を助けようと一芝居を仕掛ける。 |
| Op.72 | 二笑亭                                                                                                 | 2013年5月号                | 24巻 | 深川理香という女性から兄・冬綺が両親の遺産で奇妙な家を建て始めている真意を知りたいと相談された森羅。冬綺は音信不通となる15年前、故意か過失か自分の部屋に火をつけて家を燃やし、資産家だった両親を死なせ失火の罪を受けた過去があった。立樹らと共に問題の家に向かった森羅は、家の構造が「二笑亭」そのものであることに気付く。 |
| Op.73 | ダイヤ泥棒                                                                                             | 2013年6月号                | 24巻 | ダイヤモンド展が開かれた美術館で、企画の目玉となる時価数十億のダイヤが盗まれる事件が発生。入念な準備を重ね、厳重な警備体制を潜り抜けた計画の完璧さを自負する泥棒は、解決を任され「“驚異の部屋（ヴァンダー・カンマー）”を〜」を宣言する森羅を前にも余裕の気持ちを崩さない。だが、森羅はダイヤ盗難のトリックと共に意外な結末をも暴いていく。 |
| Op.74 | レース                                                                                                 | 2013年8月号                | 24巻 | イギリスの貴族・ポーフォート家の姉妹に呼ばれた森羅と立樹は、その姉から1年前にヨットの乗船中に心臓発作を起こし、船を燃やして死んだポーフォート家当主である父が、高価なレースを盗むため父の自宅に侵入した叔父を意図的に警備員に殺害させたという疑惑の解明を依頼される。その疑惑の鍵を握るのは、叔父が盗もうとし、父が船を燃やしてまで処分しようとしていた、叔父の血痕が付着した「妖精のレース」だった。 |
| Op.75 | 「C.M.B. 森羅博物館の事件目録」番外編 『M.A.U. “ブラック・マーケットの魔女”の事件目録』 箪笥の中の幽霊 | 『月刊少年マガジン+』 06号 | 24巻 | 部下のエバートが母の膝の手術代欲しさに引き受けたことから、イングランド北部の片田舎で開かれた、100年以上前に造られたその当時より降霊会に用いられた箪笥の競売に参加したマウ。そこで、その箪笥を用いて霊媒師の姉妹による降霊会が行われるが、競売前に行われた2度目の降霊会で、突如ラップ音が鳴り響き、箪笥の中に入った姉妹の姉がナイフで刺され死亡した。事件の事情聴取のため村から出られなくなり困ったマウは、エバートと共に幽霊による事件の謎に挑む。                                                                                       |
| Op.76 | 掘り出し物                                                                                             | 2013年9月号                | 25巻 | 横槍の従兄・達洋が横槍家から200万を借りてペンションを開いた。だが当のペンションは客をもてなす準備もろくに無し、目玉となる要素ゼロと経営は無計画で無謀そのものだった。しかし達洋は賞賛として前オーナーからペンションには宝があると聞かされていて…。 |
| Op.77 | バッグストーリー                                                                                       | 2013年11月号               | 25巻 | 商品の買い付けのため社長とフィレンツェに来た輸入雑貨商の近山。仕事でいまいち成果の出せない彼は、偶然耳にした話から、老革職人・エリオが40年近く前に造ったヌメ革の鞄と森羅がそれを売ってもらうために何年も交渉を続けている事を知り、自分にこそ鞄を売って欲しいと申し出る。そこでエリオは二人に「ロダン制作の考える人が何を考えているのか」を答えるよう条件として提示する。 |
| Op.78 | その朝、8時13分                                                                                        | 『月刊少年マガジン+』 07号 | 25巻 | 会社員の日々野は朝の通勤中、駅のホームでTVで失踪報道されていた女性を目撃する。彼女が気になり行き止まりの通路まで後をつけると女性は忽然と姿を消していた。その翌日の朝も同様の光景に遭遇した日々野は、以前恋人と行った博物館館長の森羅に知恵を求める。森羅は3度目が起きたらよく確かめるよう助言を送り…。 |
| Op.79 | 香木                                                                                                   | 2013年12月号               | 25巻 | 部屋に女性の幽霊が現れ奇怪な現象に見舞われた、その原因が香道教室の美人師範が出した謎の香木にあると同じ香道教室に通う友人が主張したため、ななせそ湯の常連の会社員から師範を助けるため香木の調査を依頼された森羅と立樹。そんな中、2度目の幽霊騒動が発生する。 |
| Op.80 | ゴンドラ                                                                                               | 2014年1月号                | 26巻 | 料理研究家の荒井は、商才がなく無駄に自信家の義弟・克彦から度々金をせびられることに辟易し、雪山の山荘で開かれるパーティーの準備を手伝わせるという名目でゴンドラに乗せ、停電を起こし、克彦を突き落とし、パニックになった克彦が自らゴンドラから飛び降りたように偽装する。夫の死に疑問を持った荒井の妹・早苗は、森羅に相談する。 |
| Op.81 | ライオンランド                                                                                         | 2014年2月号 2014年3月号    | 26巻 | ケニア、マサイマラ国立保護区。マサイの戦士がライオンに襲われて死亡し、かつて父親をライオンに殺された少年が、それを目の当たりにし心を閉ざしてしまい、最期の様子が聞き取れずにいるという。森羅とマサイの戦士らは、サバンナの奥地に住む呪医が持っているという「悲しみを消す薬」を求めて、GPSを利用してライオンの群れを避けながら呪医の元を目指すが、何故か次々とライオンが現れ……。 |
| Op.82 | 兆し                                                                                                   | 2014年4月号                | 26巻 | 香港経済界の大物・趙建文が、森羅が北京で買った唐辛子の形のお守りを売って欲しいと来店する。森羅はお守りを渡す代わりに、建文の懐中時計と、お守りを欲しがる本当の理由を話すよう要求する。建文は、文化大革命の悲劇と、自身の悪夢のような出来事を語り始める。 |
| Op.83 | アステカのナイフ                                                                                       | 2014年5月号                | 27巻 | 森羅博物館の常連客の一人・金剛が、自宅で何者かにアステカ人のナイフで喉を突き刺され殺害された。警察は第一発見者である離婚した元妻を最有力容疑者として逮捕。金剛の息子・鉄男は、生前の父がその能力の高さを評価していた森羅に母の無実の証明を依頼する。 |
| Op.84 | 爆破予告                                                                                               | 2014年7月号                | 27巻 | 世界的家電メーカー・ブルーブル社が夏休みの時期に恐竜展を開催することになり、企画のアドバイザーとなった森羅。夜中も準備作業が続くが、突如一人の社員のタブレットに「会場に爆弾を仕掛けた」と爆破予告のメールが届き、警察が来る騒ぎに。犯人の出したメールの文面からその狙いを探っていくと、寺野という社員が恐竜展の予算を横領していた事実が発覚し…。 |
| Op.85 | 幸運                                                                                                   | 2014年8月号                | 27巻 | ネットゲームの配信会社社長・馬淵の社長室で、会社の経理部長が他殺体で発見された。現場は密室で鍵を持っていたのは馬淵のみであった為、不運にも逮捕され拘置所に送られる馬淵。だが彼は、事件のあったと思われる時間帯は現場の社長室を留守にしていた。更にその時間帯は、馬淵に会う為に三人の人物が会社を訪問していた事が判明。尚且つその三人はそろって被害者を邪魔に思っていた可能性があった。果たして真犯人は誰なのか？また、どうやって密室殺人を成立させたのか？                                                                               |
| Op.86 | 「C.M.B. 森羅博物館の事件目録」番外編 『M.A.U. “ブラック・マーケットの魔女”の事件目録』 大入道の屏風   | 描き下ろし                 | 27巻 | 部下のミスにより口座の現金が無くなり、倒産の危機を迎えてしまったマウ美術商。50万ドルあれば窮地を凌げるのだが、銀行に融資を頼むと裏社会の人間から舐められてしまう。そんな中、大富豪のケイティから「亡き曽祖父が蒐集した1000万ドル相当の美術品の数々を整理してほしい」という依頼が来ていた事に気づく。上手くいけば鑑定料として50万ドルを先払いしてもらえるかもと期待し現地に赴くが、ケイティが依頼内容を急に変更。蒐集品の中にあるという「大入道の屏風」を見つけてくれれば50万ドルを支払うと言うが、その屏風は100年間も見つかっておらず…。 |
| Op.87 | キジムナー                                                                                             | 2014年9月号                | 28巻 | 公認会計士・大西に小学校の頃からついて回るキジムナー。だが、そのキジムナーは一般の言い伝えとは違い、姿形は異なり悪人を絞め殺して喰らうため、その光景を目にした大西はキジムナーへの恐怖から正直で融通の利かない人生を強いられていた。お盆の里帰りで沖縄に帰省した大西は森羅と立樹と出会い、キジムナーを見るきっかけとなった記憶の謎を辿っていく。 |
| Op.88 | 空き家                                                                                                 | 2014年10月号               | 28巻 | 行政が取り壊しを行うことにあった老朽化した空き家で、ホームレスの男性の遺体が発見された。その男性・木島は奇しくも空き家の近所に住み、森羅に刀のコレクションの買取を希望する依頼人・内田の将棋仲間だった。内田はあらぬ疑いを掛けられたくないと木島の知人だと名乗るを躊躇うものの、無縁仏で弔われてしまう友人を案じ、木島の葬儀を引き受けたのだが、とんでもない嘘が？ |
| Op.89 | ホリデー                                                                                               | 2014年12月号 2015年1月号   | 28巻 | 隣国のサーダン共和国と紛争状態が続くアフリカのジャンガ共和国。ジャンガの外務次官であるジルは国連安保理に停戦決議の申し立てをしているが、そのためには常任理事国に拒否権を使われないことが絶対条件。森羅はジルに依頼を受け、常任理事国への説得を開始する。果たして約束のクリスマスまでに停戦決議を勝ち取ることはできるのか？ |
| Op.90 | プラクルアン                                                                                           | 2014年11月号               | 29巻 | アメリカの石油王、シルバー・ルービンが亡くなった。孫のプリシラは森羅に祖父が残したお守りの仏像首飾りであるプラクルアンを鑑定してもらう。プラクルアンそのものは大した価値は無く森羅はそのように鑑定する。だがプリシラは祖父の遺した「自分の命を映す鏡が必要」という言葉とプラクルアンの関係にこだわり追跡調査を森羅に依頼する。その過程で浮かび上がるシルバーの言葉の恐るべき意味とは？ |
| Op.91 | 被害者、加害者、目撃者                                                                                 | 2015年2月号                | 29巻 | 初詣で、ひったくりの現場を目撃してしまった立樹。後を追うが犯人に逃げられ、結果、捨てられて残された鞄を警察に届ける。だが二人の人物が鞄の持ち主として名乗り出てきた。どちらかが被害者、どちらかが加害者。目撃者の立樹を待ちそびれた森羅が出した答えとは？ |
| Op.92 | 椿屋敷                                                                                                 | 2015年3月号                | 29巻 | 絵に描いたようなボンボン堀場幸興。祖父から受け継いだ屋敷を売り払い自身が運営する会社の運用資金にしようと目論むが、屋敷が広大過ぎて売却などできない。祖父の遺言に「屋敷のことで困ったら森羅博物館の館長に頼め。他の者に屋敷のことは話すな」とあった事を知った彼は、さっそく森羅に泣きつく。祖父が屋敷に残した謎に森羅が挑む。 |
| Op.93 | 自白                                                                                                   | 2015年4月号                | 29巻 | 一貫して殺人の容疑を否認していた容疑者が、一転、容疑を認めてしまった。だが、その理由は「誰も無実を信じてくれないから」というもの。弁護士はこれを盾に冤罪と警察検察の違法な圧力を主張するが、鯨崎警部は当然、様々な証拠を盾に冤罪や圧力を否定する。果たして容疑者は、なぜ容疑を認めるに至ったのか？ |
| Op.94 | ドリームキャッチャー                                                                                   | 2015年5月号                | 30巻 | 輸入家具販売業の北森鷹夫が長期休暇を取ってどこへともなく旅立って行った。すると残された同性相手の恋人、東松小春の元に鷹夫の勤務先に雇われた弁護士がやって来る。鷹夫は勤務先から横領で訴えられたのだ。裁判に出なければ鷹夫は逮捕されてしまうが、行き先がわからない。小春は鷹夫が残したお守りドリームキャッチャーを手掛かりに、以前、彼とデートした場所である森羅博物館を頼る。 |
| Op.95 | 宗谷君の失踪                                                                                           | 2015年6月号                | 30巻 | ななせ湯で大学生の津軽隼人が湯あたりで倒れ溺れる。彼には長らくの悩みがあり、それゆえに注意が散漫になっていたためだった。助けられた彼が語る悩み。それは大学とバイトが一緒だった宗谷が突然いなくなってしまった事。大学も休みバイトも辞めてしまった彼に何があったのか？立樹と森羅は津軽と共にその謎を追う。 |
| Op.96 | JOKER                                                                                                  | 2015年7月号                | 30巻 | マウ・スガール殺人未遂容疑で逮捕！ 刺された被害者はマウの顧客ベルナルド。マウはベルナルドからオーウェン・ジョーンズの原画を買い取る算段をしていた。だがマウは自分はやっていないと森羅に助けを求める。マウの代理人としてやってきた森羅たちを出迎えたのはベルナルドの妻であるイネス。彼女にはベルナルドを刺した人間の心当たりがあった。だが、その人物にはアリバイがある。森羅はそれを崩せるのか？ |
| Op.97 | ピーター氏の遺産                                                                                       | 2015年8月号                | 30巻 | マウに引き連れられて、やって来たのはフランス・ロワール地方のシモン家。そこで遺産を鑑定してもらいたいという。だがマウの狙いは、いずこかへと消えたピーター・シモンの遺産だった。ピーターは妻であるカティアに殺されたとされているが、同時にDVに対する正当防衛が認められていた。ピーターはなぜ殺されたのか。カティアの真意と遺産の行方、それらの謎に森羅が挑む。 |

### 31巻 -
| 話     | タイトル           | 掲載         | 収録 | あらすじ |
| ------ | ------------------ | ------------ | ---- | --- |
| Op.98  | 地獄穴             | 2015年9月号  | 31巻 | 関東の山村。長雨で土砂崩れが起こり、埋められていた地獄穴が開く。その調査に森羅が村にやってきた。それと前後して村人が村からいなくなる事案が多発。一方で森羅に地獄穴の話を聞いた民宿の息子・光輝は2年前に死別した母に会いたい一心で、地獄穴へ向かう。村人が消えていく謎、穴は本当に地獄に通じているのか？その裏に隠された真実を森羅が暴く。                                    |
| Op.99  | ゴーストカー       | 2015年10月号 | 31巻 | 学校の林間キャンプ。おなじみ横槍と共に見つけたのは木にひっかかったアルファロメオ。だが、その持ち主は死んでいて、立樹たちはその家の遺産騒動に巻き込まれる。車はなぜ木の上に引っかかっていたのか。それを画策したのはだれか。そして遺産の行方は？ |
| Op.100 | 動き回る死体       | 2015年11月号 | 31巻 | 森羅博物館に死体を持ち込んだ3人の男たち。男たちが言うには死体が自分たちの部屋を動き回ったのだという。果たして誰が殺人を犯し、遺体を部屋に放り込んだのか、それが解らねば自分が疑われるから警察を介入させられないと3人。しかし、犯人は3人の中に！なぜ死体はそれぞれの部屋を動き回ることになったのか？読者参加特別企画。                                                        |
| Op.101 | 第27回探偵推理会議 | 2015年12月号 | 31巻 | 森羅のもとに出版社からの企画による推理ゲームの招待状が届く。推理する事件は脱出マジック中の感電事故死。だが、これを殺人と仮定して推理せよという。集った探偵たちが意見を出し合う中、森羅の導く真実、そして行われた推理ゲームに隠された真意とは？読者参加特別企画。 |
| Op.102 | 灯火               | 2016年1月号  | 32巻 | イラン北東部でネアンデルタール人の化石が発掘された。発掘の主導者はイギリスの考古学者、バリー・ローウェル。彼は研究を進めるために化石を本国に持ち帰って分析することを考える。だがイラン政府は突如、ローウェルの化石持ち出しを認めない決定を下し、これに手を貸す者を逮捕すると言ってきた。国際問題に発展させてやると激怒するローウェル。仲裁に森羅が呼ばれる事になるのだが……？ |
| Op.103 | 混信               | 2016年2月号  | 32巻 | 親の方針のため携帯電話を持てずに仲間外れにされた善広。かわりに買ってもらったトランシーバーで弟と遊んでいると、通りがかりの森羅にそれを褒められて、以来お気に入りとなった。今日も今日とてトランシーバーで遊んでいると、なんとシーバーの電波が混信し、知らない大人につながる事に。善広は彼と話をするが、彼は非合法な取引を行っている悪い人たちの一員だった。                   |
| Op.104 | 邪視除け           | 2016年3月号  | 32巻 | 鯨崎警部が持ち込んだのは、洋品店の店主が殺された事件。店主の首にいつもぶら下がっていた邪視除けの首飾り・ナザールボンジュウが持ち去られていた。だが、件のお守りはどこでも安く買える土産物で高級品ではない。さらに店長は殺害される直前に店を出ていて、以降現場は密室だった。店長はいつ戻ったのか。なぜ土産物が持ち去られたのか。わけが分からないと鯨崎警部は頭を抱える。       |
| Op.105 | 魔導の書           | 2016年4月号  | 32巻 | マウの元にヒスイで作られた猫の像が持ち込まれる。持ち込んだマフィアは、これを魔導書を手に入れるカギだと聞き、マウに調査を依頼したのだ。マウはさっそく森羅を巻き込み、調査を開始する。が、そこに敵対するマフィアファミリーも絡み、事態は一触即発の血なまぐさい状況に。森羅はドロップを宣言。結果、マウは立樹と共に調査を再開する。果たして魔導書はどこにあるのか？             |